# Quido Záruba

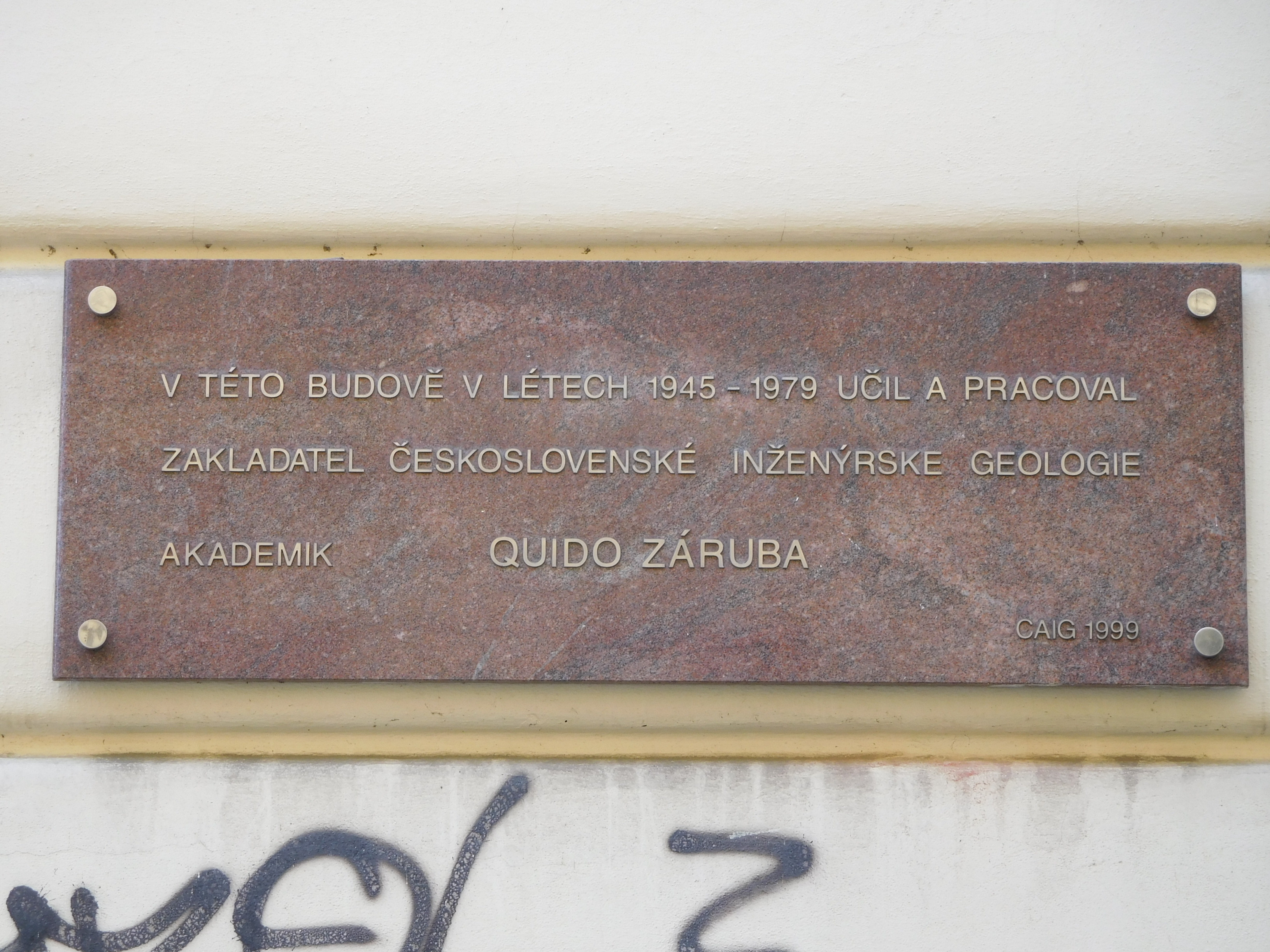
Pamětní deska na budově ČVUT, Trojanova 13, Praha - Nové Město

Quido Záruba, narozen jako Quido Pfeffermann, psán též Quido Záruba-Pfeffermann (18. června 1899, České Budějovice – 8. září 1993, Praha) byl český stavební inženýr, geolog a vysokoškolský pedagog, zakladatel československé školy inženýrské geologie.

## Život
Narodil se v jihočeské rodině stavitele a astronoma Josefa Záruby-Pfeffermanna a jeho manželky Marie, rozené Janáčkové (1870–??). Quido byl nejstarší z osmi dětí. Okolo roku 1910 se rodina přestěhovala do Bubenče (dnes Praha).
Quido Záruba-Pfeffermann vystudoval inženýrské stavitelství na ČVUT v Praze. Otcova firma se podílela na stavbě význačných budov v Praze, později vodního díla Štěchovice i československého pohraničního opevnění. Quido v ní zřídil a vedl oddělení geologického průzkumu. To se později stalo jádrem předního pracoviště inženýrskogeologického průzkumu u nás. Zájem o geologii ho přivedl v 30. letech 20. století na přírodovědeckou fakultu Karlovy university, kde se habilitoval na docenta. Docenturu získal v roce 1936 i na ČVUT, kam byl po znovuotevření vysokých škol v roce 1945 povolán, aby zajistil výuku geologie pro budoucí stavební inženýry a kde byl v roce 1946 jmenován profesorem. V té době rodina ze svého jména vypustila německy znějící část. V únoru 1948 byla firma znárodněna. Quido Záruba se pak věnoval výuce, založil československou školu inženýrské geologie, spočívající v aplikaci geologických oborů bezprostředně na stavbách, především tunelů a přehrad. Kolem sebe vychoval postupně řadu specialistů, uplatňujících znalosti geologických poměrů při projektování a realizaci především inženýrských staveb.
Jako odborník s velkou praxí byl povolán na stavby u nás i v zahraničí, kde radil při zdolávání geotechnických problémů.
Po vzniku Československé akademie věd se stal členem - korespondentem, později akademikem. V roce 1968 se stal prvním voleným prezidentem nově vzniklé mezinárodní asociace inženýrských geologů IAEG.
Publikoval stovky článků a referátů, vyšlo mu několik monografií v řadě českých, ale i cizojazyčných vydání (anglicky, německy, rusky, rumunsky, japonsky).
Zemřel 8. září 1993. Pohřben byl na Bubenečském hřbitově.

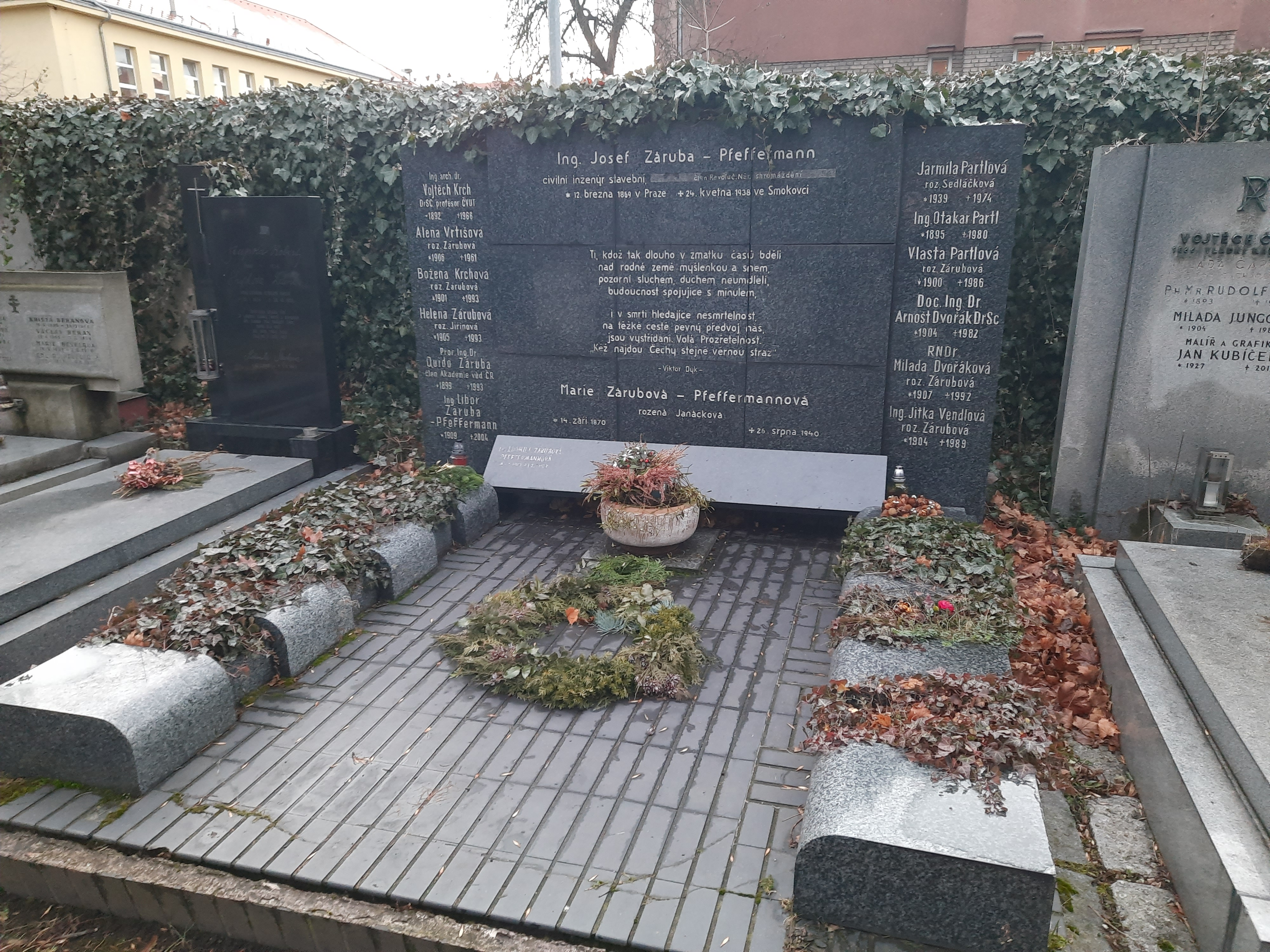
Hrobka rodiny Zárubovy na Bubenečském hřbitově

## Dílo
- Výzkumné práce geologické v inženýrském stavitelství (1932)
- Geologické poměry vnitřní Prahy (1948)
- Inženýrská geologie, + V. Mencl (1. vydání 1954)
- Technická petrografie, + J. Vachtl (1. vydání 1952)
- Geologie přehrad na Vltavě, + kolektiv (1967)
- Sesuvy a zabezpečování svahů. + V. Mencl (1. vydání 1969)
- Základy geologie a petrografie pro stavební fakulty, + J. Vachtl a M. Pokorný (1972)